# NGC 4056
NGC 4056 este o galaxie eliptică situată în constelația Părul Berenicei. A fost descoperită în 18 martie 1865 de către Albert Marth.